# Arco di Graziano, Valentiniano e Teodosio
L'Arco di Graziano, Valentiniano e Teodosio era un arco trionfale presente a Roma e dedicato a tali Imperatori romani.
Pur non essendo più esistente, esso era situato in Campo Marzio: la sua epigrafe è stata rinvenuta, insieme ad alcuni resti dell'arco, nei pressi della Chiesa dei Santi Celso e Giuliano.

## Storia
L'arco fu costruito tra il 379 e il 383 d.C. dai tre imperatori Graziano, Valentiniano II e Teodosio I con le proprie finanze. È menzionato nell'Itinerario di Einsiedeln, nei Mirabilia e nell'Ordo Benedicti. L'arco fu distrutto prima del XIV secolo e del pontificato di Urbano V, quando viene descritto come crollato. Alcuni resti rimasero visibili fino al XVI secolo.

## Descrizione
L'arco potrebbe essere servito come ingresso monumentale al Ponte Elio. È posizionato in modo tale da segnare la fine della Porticus Maximae che attraversa l'intero Campo Marzio fino all'area del Circo Flaminio (arcum ad concludendum opus omne porticuum maximarum aeterni).